# Lê Trang Tông
 (octobre 2018).
Si vous disposez d'ouvrages ou d'articles de référence ou si vous connaissez des sites web de qualité traitant du thème abordé ici, merci de compléter l'article en donnant les références utiles à sa vérifiabilité et en les liant à la section « Notes et références ».
Lê Trang Tông (1514 - 29 janvier 1548), né sous le nom Lê Ninh, est le douzième empereur du Đại Việt (ancêtre du Viêt Nam) de la dynastie Lê. Il règne de 1533 à 1548.

## Maire du palais
- Nguyễn Kim
- Trịnh Kiểm